# Andrea Gaggero
Andrea Gaggero (Mele, 12 aprile 1916 – Roma, 20 giugno 1988) è stato un presbitero e pacifista italiano.

## Biografia
Nato da una famiglia operaia (il padre, Giovanni Battista, lavorava come manovale nello zuccherificio Eridania), a dodici anni entra in seminario. Nel 1938 si trasferisce a Roma per frequentare l'Università Gregoriana e due anni dopo viene ordinato sacerdote. Allo scoppio della seconda guerra mondiale rientra a Genova, dove svolge l'attività sacerdotale nella chiesa di San Carlo e presso l'Oratorio dei Filippini. Dopo l'8 settembre partecipa alla costituzione del Comitato di Liberazione della Liguria ed inizia a svolgere l'attività partigiana.

### Arresto e deportazione
Nel giugno del 1944 viene arrestato. Trasferito alla questura di Genova subisce 40 giorni di interrogatori e torture, senza mai parlare. Deferito al Tribunale speciale insieme ad altri trenta imputati, viene processato e condannato a 18 anni. Viene poi trasferito nel campo di prigionia di Bolzano, gestito dalle SS, dall'interno del quale riesce a stabilire contatti con le organizzazioni di resistenza. Sorpreso mentre cerca di introdurre clandestinamente nel campo un rotolo di banconote e della corrispondenza, per quattro giorni subisce torture, ma non parla. Seguono 30 giorni di cella di rigore, al termine dei quali viene caricato su un carro diretto a Mauthausen. Trascorrerà nel campo di sterminio sei mesi, nel corso dei quali verrà contattato dall'organizzazione clandestina interna, diretta da Giuliano Pajetta, ed entrerà a farne parte.

### Il rientro
Con la liberazione del campo, il 5 maggio 1945, inizia per gli ex prigionieri la lunga attesa prima che si riesca ad organizzare il rimpatrio e il lento, disagevole viaggio. Giunto finalmente a Genova, viene ricoverato per due mesi in ospedale, affetto da edema da fame. Ristabilitosi, riprende l'attività presso la Comunità di San Filippo, inizia ad insegnare presso una scuola media e si occupa della creazione di Villa Perla, un orfanotrofio per i figli dei caduti della lotta partigiana.
Deluso dalle scelte della Chiesa e della Democrazia Cristiana, che a suo avviso non corrispondono alle aspettative di un mondo rinnovato, rigenerato dagli orrori della guerra e dei lager, che possa dare un senso ai sacrifici di quanti si erano battuti ed erano morti, si avvicina sempre più al Partito Comunista Italiano, che gli sembra l'organizzazione che più s'impegna nella lotta per migliorare dalle fondamenta le condizioni di vita della popolazione e per gli ideali di uguaglianza sociale in cui credeva. Intanto in Italia cominciano a formarsi i primi Comitati per la pace e Gaggero accetta di tenere un discorso nel suo quartiere, dal titolo “Dai campi di sterminio alla bomba atomica”. Nel novembre del 1950 partecipa a titolo personale al secondo congresso mondiale dei Partigiani della pace, a Varsavia, e viene eletto membro del Consiglio mondiale dei partigiani della pace.
Al suo rientro a Genova, le autorità ecclesiastiche lo obbligano a trasferirsi immediatamente a Roma per sottoporsi a un processo del Sant'Uffizio. Per due anni e mezzo vivrà a Roma in stato di semi isolamento e in condizioni di indigenza. L’ultimo incontro col Sant’Uffizio ha luogo il 2 aprile 1953. Gli vengono fatte vantaggiose offerte di carriera, purché sottoscriva un atto di fede in cui approvi “la dottrina sociale e politica della Chiesa” e si impegni a  non occuparsi di politica, ma Gaggero rifiuta. In seguito pubblica una lettera aperta in cui dichiara di respingere il decreto del Sant'Uffizio e rivendica il proprio diritto a battersi per la Pace. Il 10 maggio successivo l’Osservatore Romano pubblica un comunicato del Santo'Uffizio dove si dichiara che Andrea Gaggero “è stato dimesso dallo stato clericale per grave disobbedienza”.
Libero da ogni obbligo di obbedienza verso la Chiesa e pur non entrando mai in polemica diretta, Gaggero si dedica a tempo pieno all'attività nel Comitato della Pace. Entra inoltre a far parte del Comitato di Direzione della rivista “Patria Indipendente”. Fa comizi pacifisti in molti luoghi d'Italia e pubblica numerosi articoli. Nel 1954 gli viene conferita la Medaglia d'argento della resistenza. Lo stesso anno gli viene anche conferito il Premio Stalin per la pace, il cui importo devolve al Comitato per la Pace. Nel 1955, in qualità di membro del Consiglio Mondiale per la pace, partecipa all'assemblea del consiglio stesso a Helsinki, e in dicembre viene eletto membro della Presidenza del Movimento italiano per la Pace e parte quindi per Vienna, dove per un anno sarà delegato presso la sede del Consiglio Mondiale della Pace.
Negli anni successivi continua a dirigere il Comitato italiano per la Pace e nel 1962, insieme ad Aldo Capitini, organizza la 1ª marcia per la pace Perugia-Assisi. Nel dicembre dello stesso anno a Palazzo Marignoli a Roma si tiene la riunione costitutiva della Consulta Italiana per la Pace, che riunisce vari gruppi pacifisti italiani. Durante la riunione muore d'infarto l'amico Ezio Bartalini, che aveva dedicato la vita alla lotta per la pace. In questa circostanza incontra la figlia di lui, Isa Bartalini, che ne diventerà la compagna. Nel 1963 partecipa ad Oxford alla riunione costitutiva della ICDP (International Confederation for Disarmament and Peace), un'associazione che riunisce varie organizzazioni pacifiste occidentali, e viene eletto membro dell'esecutivo.
Intanto affianca al lavoro per la pace la raccolta (in Polonia e nelle due Germanie) di materiale documentario sui campi di sterminio per il costituendo Museo della Deportazione di Carpi. Prosegue una intensa attività internazionale di organizzazione del Movimento per la Pace sia per la ICDP che per la Consulta Italiana per la Pace. Promuove la costituzione del Comitato per la pace nel Vietnam ed è segretario del comitato romano fino alla firma del trattato di pace. L'organizzazione di manifestazioni di solidarietà con la lotta del popolo vietnamita culmina nella Marcia Milano-Roma per la pace nel Vietnam, che si conclude con una manifestazione per le vie della capitale nel novembre 1967.
Negli anni successivi Gaggero continua ad occuparsi di diverse iniziative pacifiste e di amicizia internazionale: costituisce il Comitato parlamentare per il riconoscimento della Repubblica Democratica Tedesca, è segretario del Comitato per la liberazione del Portogallo, è segretario del Comitato Italia-Spagna (di cui è  presidente Pietro Nenni). Si occupa inoltre dell'Associazione nazionale ex deportati nei campi nazisti, ed è segretario della sezione romana fino al momento della morte.
Durante questo periodo organizza numerose mostre sulla deportazione in tutta Italia e tiene diverse lezioni-dibattito nei licei romani, convinto del valore della testimonianza. All'inizio del maggio 1988 si manifestano i primi sintomi del male che lo condurrà alla morte in poco più di due mesi. Inizia a registrare le proprie memorie, per lasciare una testimonianza della sua vita, ma non riesce a completare la dettatura. L'8 luglio muore nella sua casa di Cennina, nel comune di Bucine. Il suo diario, conservato presso l'Archivio diaristico nazionale di Pieve Santo Stefano, fu pubblicato postumo dalla casa editrice Giunti con il titolo "Vestìo da omo".

## Opere
- Mauthausen. Il dovere della memoria, La Bancarella (Piombino), 2008.
- Vestìo da omo, Giunti Editore, Firenze 1991.

## Archivio
Il Fondo Andrea Gaggero  è stato donato nel 1995  all'Archivio storico del Comune di Piombino per volere di Isa Bartalini, figlia di Ezio Bartalini. Comprende corrispondenza, manoscritti e fotografie